# Nadškofijska palača Braga
Nadškofijska palača Braga (portugalsko Paço Arquiepiscopal de Braga), je portugalska škofovska palača v civilni župniji Braga (São José de São Lázaro e São João do Souto), v istoimenski občini, v severnem okrožju Braga.

## Zgodovina
Škofijo Bracara je leta 388 ustanovil Paternus, ki je postal prvi škof Brage. Uradno je bila nadškofija Braga ustanovljena leta 1071, Pedro pa je postal njen prvi nadškof. Med letoma 1096 in 1112 sta bila grof Henrik in grofica Teresa gospodarja Brage, kar je leta 1112 pripeljalo do pisma, v katerem je bilo mesto podarjeno nadškofom, s čimer je bil ustanovljen cerkveni fevd, ki je trajal do 18. stoletja. Maurício Burdino je postal prvi cerkveni mojster Brage. 27. maja 1128 je nadškof Pai Mendes prejel potrditveno pismo za razširitev cerkvenih ozemelj, skupaj s privilegijem za kovanje kovancev, kot nadomestilo za podporo uporu Afonza Henrika proti njegovi materi, grofici Tereziji.
Leta 1327 je Afonz IV. vdrl v jurisdikcijo takratnega nadškofa Gonçala Pereire, dedka Nuna Álvaresa Pereire, in imenoval javne notarje za krono za Brago. Nadškof je te notarje izobčil in izgnal iz mesta. Ta antagonizem, ki je bil posledica teh dejanj, se ni nikoli zmanjšal in leta 1341, ko so kraljevske oblasti vstopile v novo mesto, jih je nadškof tudi izobčil. Posledično je Corregedor Afonso Domingues vzel grad in občinsko dvorano, ki ju je veliko pozneje nadškofu vrnil Afonz IV. Na podlagi tega nasprotja je nadškof Gonçalo Pereira leta 1336 začel graditi preprosto nadškofovsko palačo.
Leta 1361 je João de Cardaillac začel uporabljati naslov Arcebispo Primaz das Hespanhas (nadškof primas Hispanije). Leta 1402 je nadškof Martinho Afonso de Miranda prepustil jurisdikcijo mesta kroni v zameno za zemljiške rente in druge koncesije. Takratni predpisi so kmete in obrtnike zavezovali k podpori popravila palače. Med letoma 1422 in 1436 je nadškof Fernando da Guerra, pravnuk Pedra I. in Inês de Castro, ukazal rekonstrukcijo in razširitev nadškofijske stavbe z Gilom Vasquesom (mizarjem), Fernãom Martinsom (mojstrom javnih del) in João Gonçalvesom (kamnosek), ki je vodil gradnjo. Do leta 1439 je bil dokončan stolp.
Leta 1472 je Afonz V. nadškofu Luísu Piresu povrnil začasno jurisdikcijo Brage in njene okolice nadškofiji, s čimer je nadškofom dovolil uporabo naslova Senhores de Braga e Primazes das Hespanhas (Mojstri Brage in primasi Hispanije). Vendar je bila ta pomiritev kratkega veka; Fernão de Lima, plemič, ki je živel v Bragi, je začel vojno z nadškofom, ki je povzročila različne krvave spopade med obema frakcijama. Do leta 1478 je vojvoda Bragança končal bitke med nadškofom in Limo.
Med letoma 1505 in 1532 je nadškof Diogo de Sousa odredil spremembe v palači, vključno s postavitvijo Fonte dos Castelos v Largo do Paço, kar je vodilo do izgradnje severnega krila v letih 1545–1549, ki ga je izvedel nadškof Manuel de Sousa in gradnjo zahodnega trakta v Largo do Paço leta 1594 nadškofa Agostinha de Jesusa.
Leta 1709 je nadškof Rodrigo de Moura Teles stavbo razširil, spremenil pročelja kril, usmerjenih na Largo do Paço, in postavil kapelo. Med letoma 1740 in 1750 je nadškof José de Bragança še razširil palačo in ukazal zgraditi baročno krilo, usmerjeno na mestni trg. To je bilo še obogateno med letoma 1758 in 1789, ko je nadškof Gaspar de Bragança knjižnico razširil s številnimi pomembnimi dokumenti.
V drugi polovici 19. stoletja se je Miguel s svojim spremstvom nastanil v nadškofijski palači in se v Bragi izživljal na bikoborbah na mestnem trgu. Do leta 1834 so bili nadškofje omejeni na krilo, ki gleda na vzhodni rob Largo do Paço, saj je v stavbi nameščena prefektura Minho, veliko kasneje pa civilni guverner Minha in uradi drugih služb. 15. aprila 1866 je prišlo do silovitega požara, ki je poleg vsebine knjižnice Gasparja de Bragança uničil baročno krilo, usmerjeno proti občinskemu trgu in njegovo zbirko. Do leta 1871 so ruševine krila porušili in pobrali veliko kamnov.
Do leta 1903 so bile številne fasade, izpostavljene Largo do Paço, ometane in pobarvane, stene pa so bile zgrajene iz lesa in malte. Leta 1911 so nadškofe dokončno izgnali iz škofovskega dvorca in v stavbo namestili 8. pešpolk, sodišča in občinske gasilce. Po ukazu Comissão Central dos Bens Eclesiásticos (Centralna komisija za cerkveno lastnino) z dne 18. novembra 1912 je bilo po pretresu, ki sta ga povzročila republikanska revolucija in razkol s cerkvijo, razprodanih veliko posesti duhovščine, vključno s petimi vodnjaki v notranji vrtovi (Bratovščina Senhora do Parto za 10 $00). 28. marca 1918 je bila stavba predana Ministério de Instrução Pública (Ministrstvo za javno poučevanje), krilo, v katerem so bili nadškofje, pa je bilo spremenjeno v prvi muzej Diogo de Sousa. Do leta 1920 je dr. Alberto Feio zahteval, da se stavba prilagodi v knjižnico in arhiv. Naslednje leto pa je kapelo Joséja Bragançe uničil požar. Projekt za razširitev škofijskega dvorca je bil izdelan leta 1922 za novo knjižnico in arhiv, čeprav je bila v zahodnem traktu še vedno garnizija.
Leta 1930 je bila škofovska palača podvržena obsežnim javnim delom za preoblikovanje stavbe za uporabo kot javna knjižnica Brage in okrožni arhiv. Napredovala je namera o rušitvi osmih stavb, ki so obkrožale notranjo teraso in prezidava baročnega trakta. Do leta 1934 so bila zaključena javna dela v baročnem krilu pod vodstvom inženirja Almeide Freire, 1. decembra pa je bila slovesno odprta javna knjižnica v Bragi. Skozi leto 1936 so različne nevihte povzročile škodo na stavbi, kar je povzročilo projekte obnove v naslednjem letu pod vodstvom Jorgeja Viane in Fernandesa de Sá, ki so bili zaključeni šele leta 1939. Toda leta 1941 je velika nevihta spet povzročila škodo na stavbi.
Leta 1943 je bil postopek razlastitve osmih stavb za gradnjo etnografskega muzeja prekinjen s smrtjo inženirja Duarteja Pacheca. António Maria dos Santos da Cunha je letos predlagal odstranitev faz, ki so obkrožale Largo do Paço, vendar projekt ni napredoval. Pročelje, usmerjeno proti Largo D. João Peculiar, je bilo obnovljeno leta 1944, medtem ko so naslednje leto porušili kapelo vzdolž severovzhodne strani, da bi razširili Rua Eça de Queirós. To je postalo del projekta iz leta 1946 za ponovno ureditev Largo do Paço, ki je vključeval uničenje faze, ki je obkrožala parcelo.
Med letoma 1947 in 1948 je bila knjižnica pod nadzorom Ministério da Educação Nacional (Ministrstvo za nacionalno šolstvo). Leta 1947 je občina nameravala porušiti mestno tržnico, ki je bila sredi Praça do Munícipio, da bi odprla baročno krilo palače in občinsko hišo.
Arhitekt Francisco de Azeredo je leta 1948 predstavil projekt za ponovno ureditev mestnega trga, čeprav je bil naslednje leto srednjeveški škofijski trg še v gradnji in se je postopek izbire novega pohištva še naprej razvijal.
18. septembra 1948 je Direção-Geral de Urbanização (generalni direktorat za urbanizacijo) izdal depešo za določitev posebne varstvene cone.
Leta 1950 so se začeli novi projekti za preureditev Mestnega trga, ki so bili kasneje razširjeni z izgradnjo vrta Santa Bárbara leta 1955. Približno 14. julija so bili krajinski oblikovalci pooblaščeni za odstranitev razvrstitve vzdolž Largo do Paço in odprtje trga do Rua do Souto. Ta naloga se je začela šele naslednji dan, z izvedbo rušenja mestne tržnice. Leta 1964 je bilo z občinsko odločitvijo pet elementov Fonte do Pelicano, ki je bil razstavljen na škofovskem vrtu, premaknjenih na Praça do Município in rekonstruiranih.
Leta 1973 je Direcção-Geral de Construções Escolares (generalni direktorat za šolsko gradnjo) nadaljeval s prilagajanjem osrednjega in vzhodnega krila (orientiranega na Largo da Praça za uporabo kot instalacije rektorata univerze Moinho. Krilo namenjeno Museu D. Diogo de Sousa, večina dependizenov pa je bila nezasedena, pri čemer so samo prvo nadstropje zasedali obrtna trgovina občinskega turističnega središča, okrožna sodišča, drugo nadstropje pa sta zasedla Alliance Française in Instituto Minhoto de Estudos Regionalais. Toda do leta 1975 je bila knjižnica vključena v vodstvo Univerze Moinho in dve leti kasneje je muzej Diogo de Sousa zapustil svoje prostore.

## Arhitektura
Nekdanji dvor je bil zgrajen na neravnem terenu v zgodovinskem središču Brage. Stavba je povezana s drugimi vzdolž njenega vzhodnega in zahodnega roba, s stolnico v Bragi in cerkvijo Misericórdia na jugozahodu ter občinsko hišo in Fonte de Pelicano na zahodu. Na severovzhodu je vrt Santa Bárbara, na ravni podlagi, geometrično območje, omejeno z grmičevjem in okrašeno s topiari iz cedre. V središču je osmerokotni vodnjak, na štirih stopnicah, s krožnim stebrom, na vrhu katerega je podoba Santa Barbare. To teraso razmejujejo ruševine zlomljene arkade, ki se nanaša na srednjeveško škofovsko palačo.
Palača je sklop treh različnih stavb z različnimi značilnostmi in časovnimi obdobji. Nepravilna zgradba je asimetrična kompozicija, sestavljena iz treh teles, ki so prav tako nepravilno oblikovana in zgrajena v različnih obdobjih, ki se med seboj seštevajo in povezujejo. Srednjeveški korpus je povezan s pravokotnim vrtnim dvoriščem, usmerjenim proti vrtu Santa Bárbara, dodanim južnemu krilu v obliki črke U iz 15. stoletja in pravokotnemu kvadratu, znanemu kot Largo do Paço. Na stičišču teh na zahodu je označeno baročno krilo, usmerjeno na Largo do Município. Ta korpus je najbolj formalen, s triregistrsko simetrično strukturo z zamaknjenim osrednjim korpusom in stranskimi krili. Vse edinstvene zgradbe so različnih višin in prekrite z različnimi strešnimi materiali.

### Južno krilo
Južno krilo, ki opredeljuje trg Paço, je sestavljeno iz različnih stavb iz 16., 17. in 18. stoletja. Dostop do kompleksa poteka preko stavbe iz 15. stoletja, sestavljene iz dvo- do tri nadstropne strukture na terenu, zgrajenem iz granita, razen dela, usmerjenega na obkrožen Largo D. João Peculiar (ki je ometan in pobeljen). Fasade stavb so okrašene z venci in označene z več navpičnimi pravokotnimi venci. Fasade do Largo do Paço, s krili, prekritimi z rešetkastimi okni in nadgrajenimi s pravokotnimi venci v prvem nadstropju in preprostejšimi pravokotnimi okni v drugem nadstropju, z zaščitnimi ograjami. Osrednje krilo z glavnim vhodom obdajajo pilastri, okronani z okrašenim vrhom in na vrhu z grbom nadškofa Rodriga Moure Telesa.
Vzhodno krilo vključuje dve stenski plošči, ločeni s kolosalnimi rimskimi pilastri. Na levi strani so vrata, obdana s pilastri in okrašena z grbom v timpanonu, med stranskimi okni, prav tako obdanimi s pilastri. Na desni strani sta dva portika, obkrožena z enakimi okni, eno je uokvirjeno s pilastri, okronano z napisom in grbom, drugo pa je uokvirjeno in okrašeno. To krilo je na jugu (proti Rua do Souto) z enakim napisom, vendar z okni med registri in oknom v medetaži.
Zahodni trakt z galerijo je podprt s stebriščem in ležečimi okni z grbom nadškofa Agostinha de Jesusa v sredini. To krilo na jugu, usmerjeno proti Largo João Peculiar na vogalu, v zadnjem registru, zaprt balkon, okronan z fialami, podprt z velikim balcão fechado, em empena coroada por pináculos, suportado por grandes corbels in okna.
V Largo do Paço je osrednji vodnjak, znan kot Fonte dos Castelos, poligonalna zgradba z dvanajstimi stopnicami, večplastnim rezervoarjem in stebrom z izklesanim šesterokotnikom in šestimi fontanami. Okrašena fontana vključuje sekundarni rezervoar, izklesan v obliki medsebojno povezanih gradov, povezanih z obzidjem, ki obdaja vrh, vklesan kot stolp s tremi registri, na vrhu pa je kip, okronan z armilarno sfero, na vrhu patriarhalnega križa.

### Vzhodno krilo
Vzhodno krilo (obrnjeno proti vrtu Santa Barbara) je v gotskem slogu in izvira iz 14. in 15. stoletja.

### Zahodno krilo
Zahodno krilo (obrnjeno proti trgu Municipio) je bilo zgrajeno v 18. stoletju v portugalskem severnem baročnem slogu.

## Vrt Santa Barbara
Najstarejša stavba v kompleksu je obrnjena proti Jardim de Santa Bárbara in je znana kot Paço Medieval de Braga. Zgrajena je bila ob koncu srednjega veka na pobudo nadškofov Gonçala Pereire in Fernanda da Guerra, v 14. in 15. stoletju.
Gre za trezno stavbo z videzom utrdbe, ki izstopa po trdnosti pravilne strukture granitnih blokov, šilasto ločnih okenskih odprtin, zaključenih z obzidjem.
Do leta 2017 ga je zasedal arhiv okrožja Braga.

## Largo do Paço
Stavbe s pročelji, ki gledajo na Largo do Paço, so delo nadškofov Manuela de Sousa, Agostinha de Jesus in Rodrigo de Moura Teles. V tej skupini stavb je rektorat Univerze Minho, vključno z Plemiško dvorano, kjer potekajo najpomembnejše slovesnosti akademije Minho.

## Mestni trg
Stavbo, ki gleda na Mestni trg, je zgradil José de Bragança v začetku 18. stoletja po projektu arhitekta Andréja Soaresa v baročnem slogu.
To stavbo je 16. aprila 1866 zajel požar in je bila v 1930-ih pod vodstvom arhitekta Manuela Fernandesa de Sá ponovno zgrajena.
Stavba trenutno služi kot prostor za javno knjižnico Braga.